# Aeroportul Balranald
Aeroportul Balranald (IATA: BZD, ICAO: YBRN) este un aeroport din Balranald⁠(d), Noul Wales de Sud, Australia. A fost numit după Balranald⁠(d).
Situat la o altitudine de 63 m, aeroportul dispune de o singură pistă. Este operat de Balranald Shire⁠(d).